# باولو مارسيلو سوزا ألفيس
باولو مارسيلو سوزا ألفيس (20 يوليو 1995 في البرازيل - ) هو لاعب كرة قدم برازيلي في مركز الهجوم.

## وصلات خارجية
- باولو مارسيلو سوزا ألفيس على موقع قاعدة بيانات كرة القدم.إي يو (الإنجليزية)
- باولو مارسيلو سوزا ألفيس على موقع Soccerway.com (الإنجليزية)